# 托普西 (密蘇里州)
托普西（英語：Topsy）是位於美國密蘇里州默瑟縣的非建制地區。

## 歷史
托普西的郵局於1885年設立，其後於1906年停運。

## 地理
托普西所處的海拔為高於海平面322米（即1056英呎），而該地所採用的時區為UTC-6，即北美中部時區（CST）。同時該地設有夏令時間，為UTC-6調快一小時，即UTC-5（CDT）。